# Oto Grosbarts
Oto Grosbarts, latvijski general, * 1895, † 1944.